# Kanał Śmieciowy
Kanał Śmieciowy – kanał wodny w północno-zachodniej Polsce, w woj. zachodniopomorskim, w powiecie goleniowskim, biegnący przez Równinę Goleniowską i uchodzący do Zalewu Szczecińskiego, w pobliżu Zatoki Skoszewskiej.
Kanał rozpoczyna się przy Kanale Czarnocińskim i płynie w kierunku północnym przez obszar polderów "Śmieć I i II". Uchodzi do Zalewu Szczecińskiego na zachód od uroczyska Świdwie.